# برج آزادی

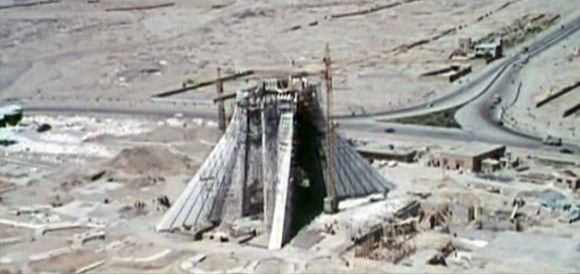
تصویرهای اولیه ساخت برج آزادی

برجِ آزادی، که پیش از انقلابِ ۱۳۵۷ با نامِ برجِ شهیاد شناخته می‌شد، سازه‌ای به ارتفاع ۴۳ متر در میدان آزادی واقع در تهران، ایران است. برج آزادی اصلی‌ترین نماد تهران است. این برج در سال ۱۳۴۹ هجری خورشیدی، توسط حسین امانت، معمار ایرانی، طراحی و تحت مدیریت محمد پورفتحی ساخته شد. برج آزادی، به عنوان نماد «ایرانِ مدرن» و برای یادبود جشن‌های ۲۵۰۰ ساله شاهنشاهی ایران در میانه یکی از میدان‌های اصلی غرب تهران به نام میدان شهیاد سابق و آزادی کنونی طراحی و ساخته شد.
معماری برج، تلفیقی از معماری هخامنشی، معماری ساسانی و معماری اسلامی است. در فضای زیرین برج، چندین تالار نمایش، نگارخانه، کتابخانه و موزه قرار دارد. این بنا در تاریخ ۲۶ اسفند ۱۳۵۳ با شمارهٔ ثبت ۱۰۰۸ به‌عنوان یکی از آثار ملی ایران به ثبت رسیده است.

## پیشینه

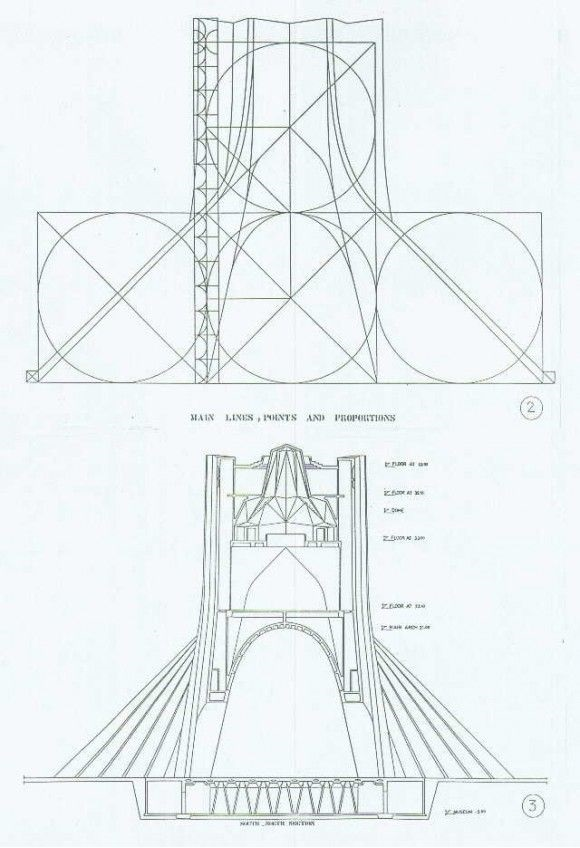
نقشهٔ برج شهیاد

برج در هنگام ساخت

در سال ۱۳۴۵ هجری خورشیدی مسابقه طرح یک نمادِ شناسایی ایران میان معماران ایرانی با عنوان مسابقه طرح ساختمان شهیاد آریامهر توسط شورای مرکزی جشن‌های ۲۵۰۰ ساله گذاشته شد و در پایان طرح حسین امانت، بیست و چهار ساله و دانش‌آموخته دانشکده هنرهای زیبا دانشگاه تهران برنده و برای ساخت برگزیده شد. عملیات ساخت برج شهیاد در یازدهم آبان ۱۳۴۸ هجری خورشیدی آغاز گردید و پس از بیست و هشت ماه کار، در ۲۴ مهرماه ۱۳۵۰ با نام برج شهیاد به بهره‌برداری رسید.
در جشن گشایش این برج محمدرضا پهلوی و همسرش فرح پهلوی و همچنین سه هزار مهمان داخلی و خارجی شامل روسای کشورهای خارجی، سفرای خارجی مقیم تهران، روسای دانشگاه‌های کشور، مقامات لشکری و کشوری و خبرنگاران حضور داشتند و از منشور حقوق بشر کوروش بزرگ (نخستین نوشته حقوق بشر از کوروش کبیر، پادشاه هخامنشی) برای نخستین بار در این مکان پرده‌برداری کردند. نگاره یادبود (برج) شهیاد آریامهر در پشت اسکناس ۲۰۰ ریالی دوران محمدرضا پهلوی بود که گروهی از روحانیان پس از چاپ این اسکناس ستاره‌های در کنار یادبود شهیاد آریامهر را به ستاره داوود که شبیه به ستاره پرچم اسرائیل است نسبت دادند که در پایان سبب تغییری در ستاره پشت اسکناس شد.
در ۲۶ دی ماه ۱۳۵۰ امضای یک صورت جلسه و در طی روندی اداری، مدیریت برج شهیاد به وزارت فرهنگ و هنر تحویل داده شد؛ برخلاف آنچه که در خبرها آمده یا در سایت بنیاد رودکی نوشته شده است که شاه یا همسرش در این فرایند حضور نداشته‌اند.

### پس از انقلاب ۱۳۵۷

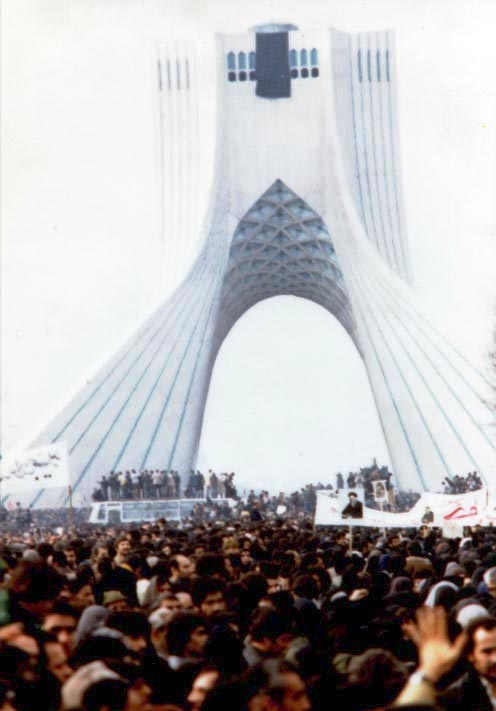
برج آزادی در انقلاب ۱۳۵۷

در دوران انقلاب ۱۳۵۷ اجتماعاتی در این میدان برپا می‌شد و پس از پیروزی انقلاب نیز برنامه پیشواز از سید روح‌الله خمینی در بازگشت از پاریس به تهران در این میدان انجام و نام آن نیز از میدان شهیاد به میدان آزادی دگرگون شد.
در هفته‌های پس از انتخابات ریاست جمهوری دهم ایران، به ویژه در تاریخ ۲۵ خرداد ۱۳۸۸ میدان آزادی محل گردهمایی‌های میلیون‌ها نفر از معترضان به نتایج انتخابات بوده است و دوباره شعارهایی بر روی پایه‌های برج درج گردید.
بر پایه نظرسنجی‌های انجام شده، بیش‌ترِ شهروندان تهرانی، برج آزادی را به عنوان نماد شهر تهران معرفی کرده‌اند.
از سال ۱۳۹۲ با آشکار شدن وضعیت تخریبی نگران‌کننده برج آزادی هر یک از ارگان‌های درگیر، مسئولیت را به دیگری واگذار می‌کنند و همچنان برج آزادی در انتظار متولی است. به تازگی هم منظر بصری برج آزادی با ساختن مسجدی در نمای شمال غربی آن مخدوش شده است و با وجود ثبت ملی این اثر در میراث فرهنگی، هنوز حریم آن مصوب نشده است.
در آبان ماه ۱۳۹۶، در دوران ریاست‌جمهوری حسن روحانی، این برج به عنوان نماد ایران و نماد سیاسی این کشور، به‌کار رفت که مورد نقد رسانه‌های درون ایران، قرار گرفت.

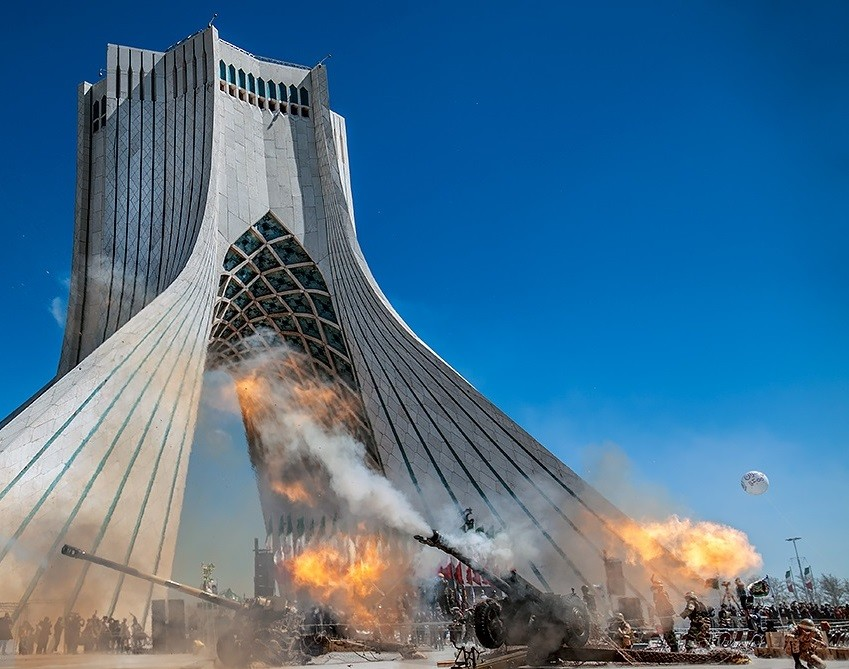
پرتاب ۸ توپ برای نوروز سال ۱۴۰۰ در کنار برج توسط ارتش جمهوری اسلامی ایران که نقدهای بسیاری را برانگیخت.

پس از آیین توپ در کردنِ تحویل سال ۱۴۰۰ در کنار برج آزادی، که دست کم، از دوران قاجار، به دور از بناهای تاریخی ایران، انجام می‌شده است، در امتداد جایی که توپ‌ها مستقر بودند، ترک‌هایی در برج، پدید آمد. این کار، توسط لشکر ۲۳ نیروی زمینی و دژبان کل ارتش جمهوری اسلامی ایران با همکاری شهرداری تهران انجام شد و مدیر اجرایی برج، از آن، اظهار بی‌اطلاعی کرد. زهرا نژادبهرام از شورای شهر تهران، در دوم فروردین ۱۴۰۰، در واکنش به انتقادهای این رویداد، ادعا کرد که شلیک توپ کنار برج، با تأیید سازمان میراث فرهنگی ایران و فرماندهان ارتش جمهوری اسلامی ایران انجام شده است. یک نمایندهٔ مجلس ایران نیز این کار ارتش را «تعجب‌برانگیز» دانست.
در ۹ تیر ۱۴۰۲ مهدی صادقی جوان ۲۵ سالهٔ کُرد اهل ایلام و زندانی سیاسی که ۲۰ مهر ۱۴۰۱ در جریان اعتراضات مردم ایلام دستگیر شده و در بهمن ۱۴۰۱ به شش ماه حبس و ۷۴ ضربه شلاق و دو سال ممنوعیت خروج از کشور محکوم شده و به تازگی از زندان آزاد شده بود، با مصرف دارو در کنار برج آزادی تهران به زندگی خود پایان داد.

## معماری

### برج
معماری برج آزادی تلفیقی از معماری دوران هخامنشی، ساسانی و دوره اسلامی است. این بنا دربرگیرندهٔ چهار طبقه، چهار آسانسور، دو راه پله و ۲۸۶ پلکان است. در محوطه زیرین برج شهیاد چندین سالن نمایش، نگارخانه، کتابخانه، موزه و دیگر فضاهای کاربردی قرار دارد. امروزه گالری و سالن نمایش در این برج وجود دارد. طول این بنا ۶۳ متر، ارتفاع آن از سطح زمین ۴۵ و ارتفاع از کف موزه ۵ متر است. گفته می‌شود در ساخت برج شهیاد چهل و شش هزار قطعه سنگ بریده سپس پرداخت شده و به کار رفته است.

حسین امانت می‌گوید: این بنا به گذشته‌های درخشان تاریخ ایران نظر دارد؛ به دورانی که ایران در ادبیات، هنر، معماری، صنایع دستی، علوم مختلف و چیزهای دیگر سرآمد بود. من می‌خواستم جمع‌بندی خود از این‌ها را در برج شهیاد ارائه کنم تا اگر کسی از خارج وارد ایران می‌شود یا حتی مردم ایران بدانند که این اثر به کجا و به کدام فرهنگ مربوط است.
«معماری ایران، بزرگ‌ترین منبع الهام من است. هر کاری می‌کنم و در هر طرح من یک علامتی از این معماری بسیار غنی که در دنیا بی‌نظیر است، پیدا می‌شود.»

حسین امانت در گفت‌وگو با ایران‌وایر در ۵ آوریل ۲۰۲۱
در این بنا، خطوط موازی و کشیده پایه‌ها یادآور سبک معماری هخامنشی، قوس اصلیِ میان برج، نمادی از طاق کسری که مربوط به دوره ساسانی ست و قوس بالایی آن که یک قوس شکسته است، از دوران بعد از اسلام و نفوذ اسلام در ایران الهام گرفته است. رسمی سازیهایی که بین این دو قوس را پر می‌کنند، بسیار ایرانی است و من آن را از گنبد مساجد ایران الهام گرفته‌ام. در واقع تکنیکِ گنبدسازی در ایران بسیار جالب است و شما در هر مسجدی، چیز تازه‌ای می‌بینید. در این گنبدها که نشانه نبوغ ایرانی است، معماران قدیم از قاعدهٔ مربع بنا، وارد دایره گنبد شده‌اند و این کار را با کمک رسمی‌بندی‌ها و مقرنس‌کاری‌های بسیار زیبا انجام داده‌اند. در برج شهیاد هم همین کار انجام شده است. هندسهٔ بنا یک هندسهٔ مربع مستطیل است که از روی چهارپایهٔ خود می‌چرخد، شانزده ضلعی می‌شود و در آخر به صورت یک گنبد شکل می‌گیرد. این گنبد «تنها از داخل برج قابل مشاهده است.»

### گنبد رُک
در این فضا گنبدی طراحی شده با نام گنبد رک به معنی مخروط. این گنبد براساس گنبدهای مخروطی شکل قدیمی مانند گنبد شوش دانیال، آرامگاه خیام، آرامگاه باباطاهر، آرامگاه بوعلی سینا، گنبد سلطانیه، برج طغرل، گنبد کاووس و … طراحی شده است. رنگ به کار رفته در این قسمت رنگ آبی فیروزه ای است. کاربری دیگر این گنبد حالت آب‌نمای طبیعی است که در زمان بارش باران به حالت آب‌نما درمی آید.
نوک گنبد رک در بام، بلندترین قسمت برج آزادی محسوب می‌شود حدود ۴۵ متر از سطح میدان ارتقا دارد، این ارتفاع به دلیل مجاورت فرودگاه مهرآباد بوده است.

### مرمت گنبد رُک
کاشی‌های گنبد رک برج آزادی که طی سالیان گذشته و بما به عوامل مختلف اعم از محیط و ساختاری آسیب دیده و برخی از آنها ازبین رفته بود مرمت گردید. عملیات اجرایی مرمت پس از انجام مطالعه و آسیب‌شناسی از شهریورماه ۱۴۰۱ آغاز شد و شهریورماه ۱۴۰۲ به پایان رسید. این پروژه یکی از مهم‌ترین اقدامات عمرانی بنیاد رودکی می‌باشد. گنبد رک برج از طبقه سوم که در ارتفاع ۳۹٫۵ متری از سطح میدان شروع شده و درنهایت هم به پشت بام و بالاترین سطح برج می‌رسد و تا ارتفاع ۴۶٬۲۵ متری امتداد می‌یابد. این گنبد مزین به کاشی فیروزه ای است که به همت شرکت آرایه‌های رضوی و نظارت شرکت کاخ هدیش ترمیم گردید. 

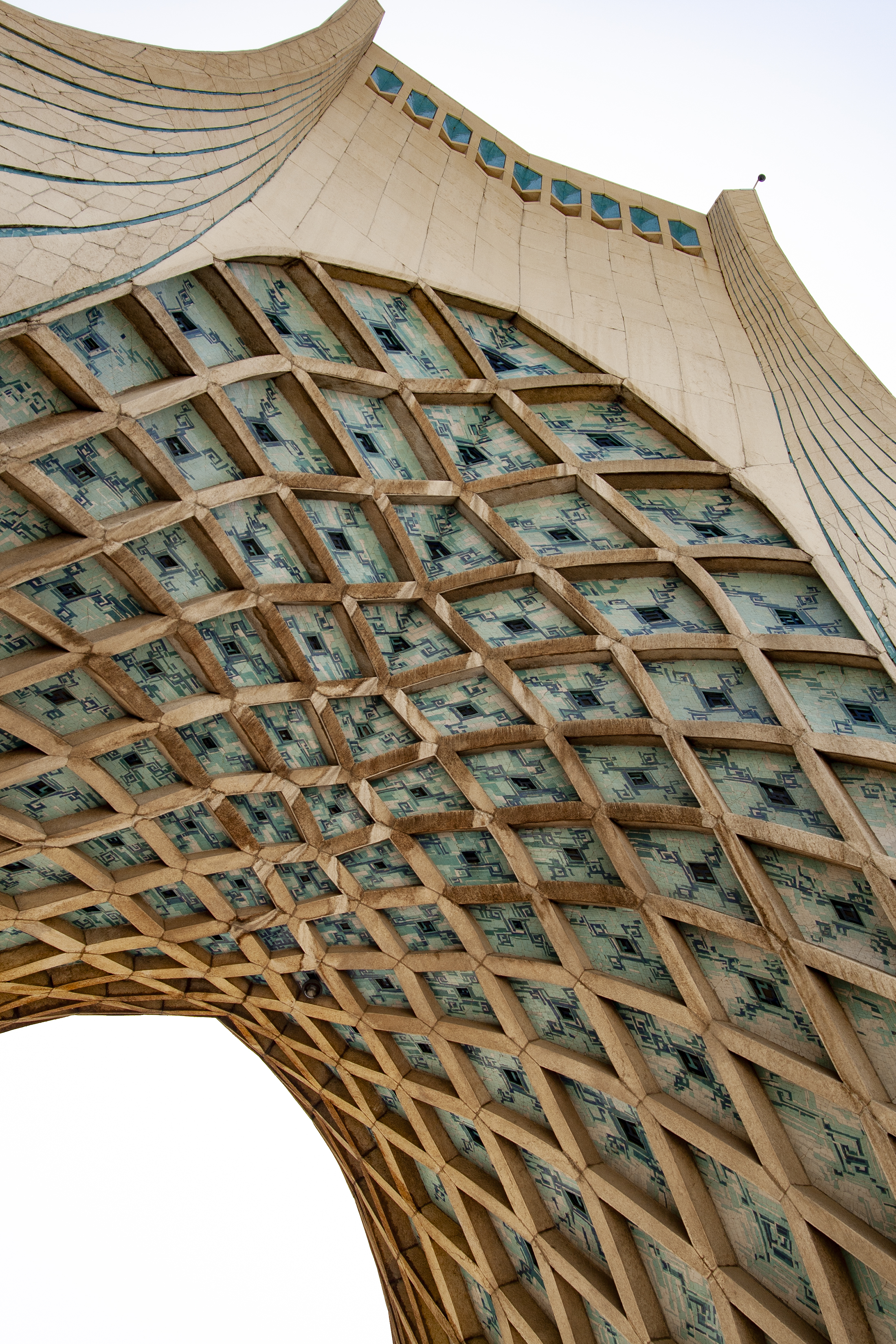
از زاویه پایین

«دو طبقهٔ داخل برج، یکی بالای قوسِ طاق اصلی و دیگری زیر گنبد است که با آسانسور قابل دسترسی‌است. طبقهٔ بالا به عنوان نمایشگاه طراحی و با گنبدی از بتن سفید پوشیده شده است. در این گنبد، مُقرنس ایرانی به شیوهٔ تازه‌ای اجرا شده و ارتفاع آن از بام شهیاد بیرون زده، دیده می‌شود و با کاشیهای فیروزه‌ای و معرق ایرانی پوشیده شده است. مصرف بتن سفید در این قسمت و در سالن پذیرایی آن، در آن زمان کار نویی در ایران بود.»
این بنا سنگ‌هایی دارد که در قسمت پایین برج ۳٫۲ متر طول و ۱٫۶ متر ارتفاع دارند و کار دست سنگتراشان است. این سنگ‌ها با بتن و آهن ضدزنگ به هم چسبیده‌اند و پشت آن‌ها نیز سطح خشنی وجود دارد تا روی آن نلغزند؛ و هر سنگ کنار سنگ دیگر، با یک ماده قابل انعطاف و شبیه به لاستیک با نام درزگیر انعطاف‌پذیر، بندکشی شده است. استفاده از موادی غیر از این باعث شکسته‌شدن سنگ‌ها می‌شود؛ زیرا «در گرمای تابستان و سرمای زمستان سنگ‌ها و بتن زیر آن‌ها دائماً در حال منبسط و منقبض شدن هستند.»

#### فضای درونی برج

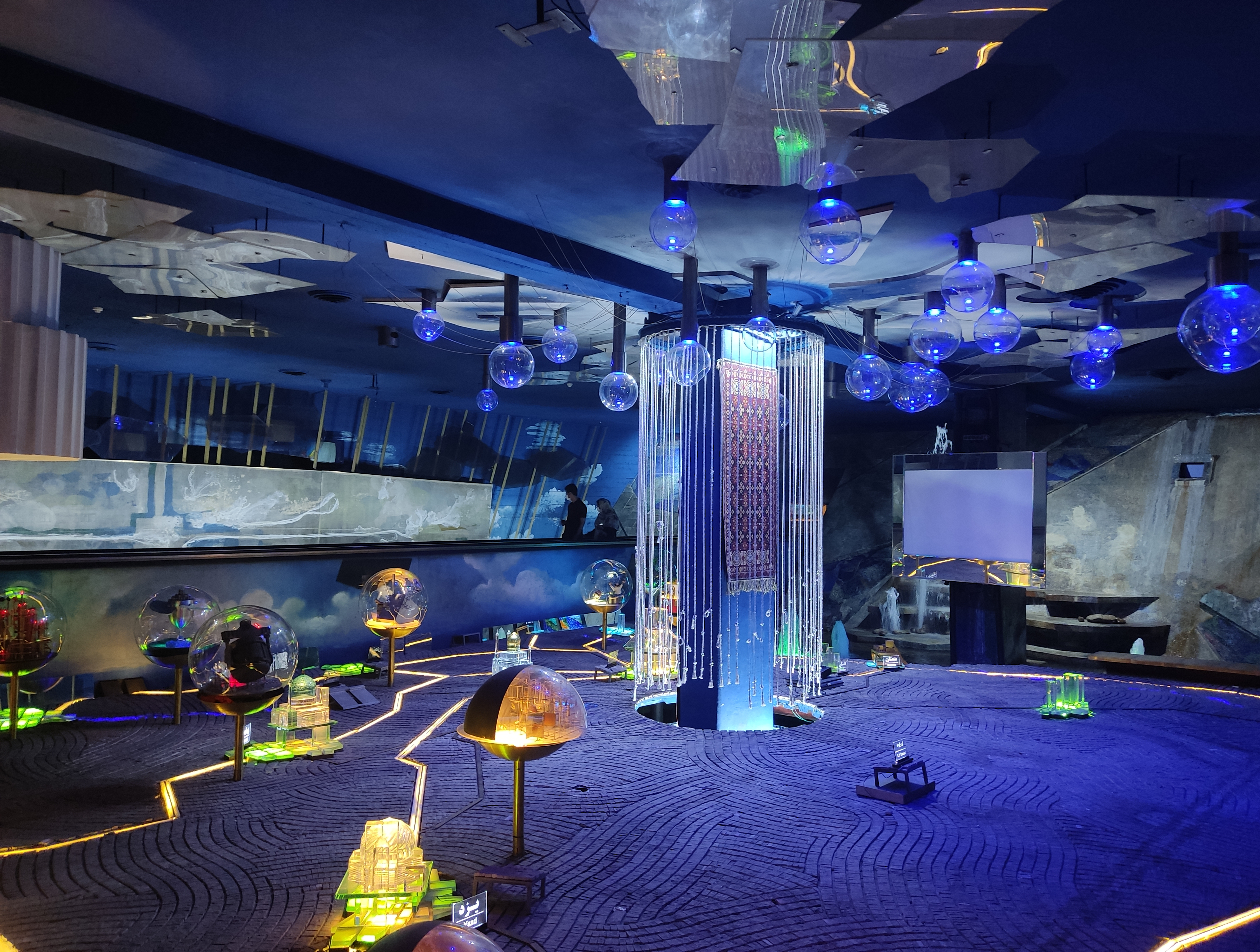
زیرزمین برج

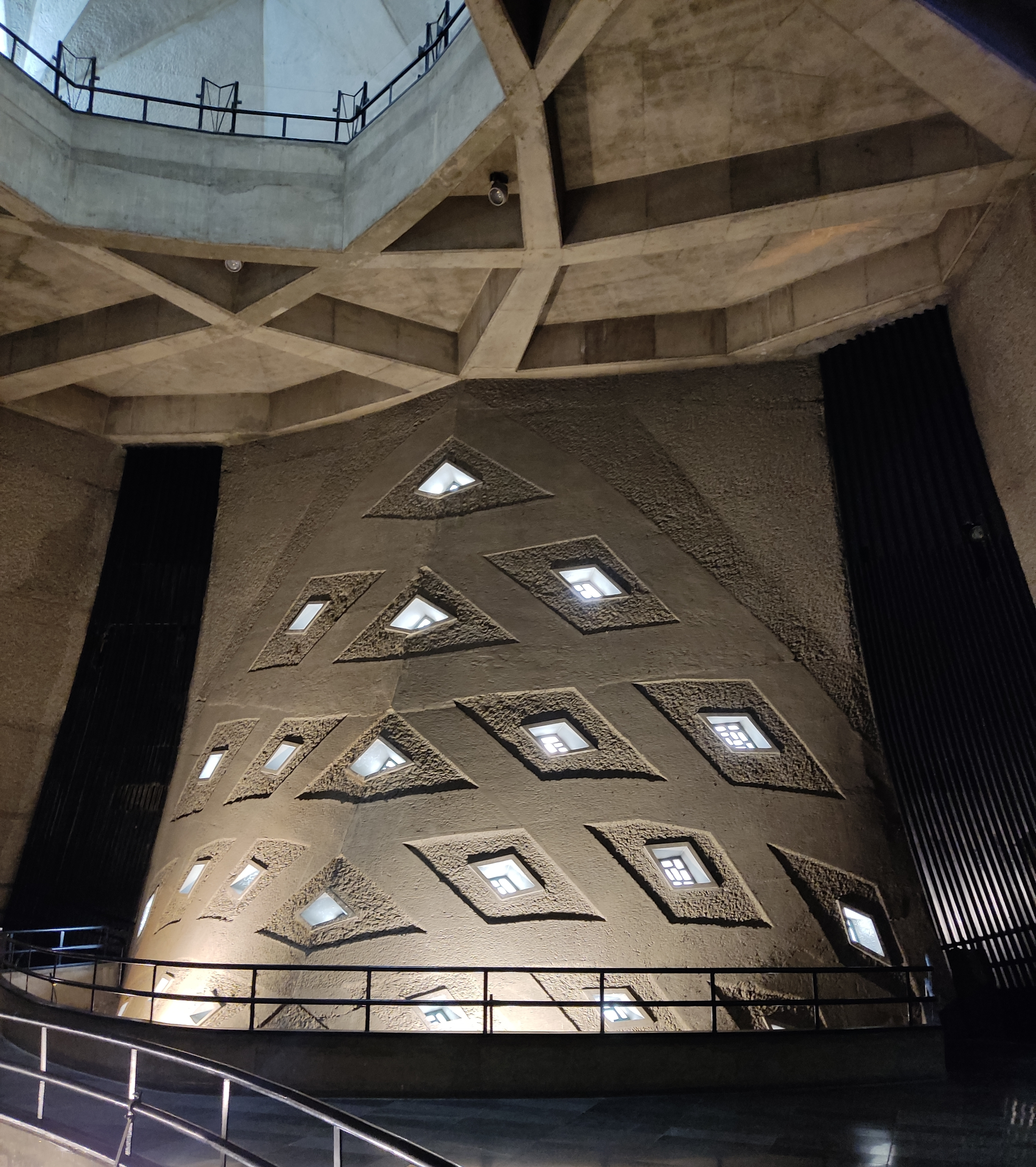
نمای داخلی

نقش‌های داخلی برج، تلفیقی از سنت و مدرنیسم است به خصوص سقف طبقه دوم. در ورودی برج، هریک از لنگه‌های سنگی درها، حدود ۵/۳ تن وزن دارد. جنس این سنگ‌ها از گرانیت است. برج ۲ آسانسور دارد که از دیواره‌های برج بالا می‌روند. آسانسور اول دو طبقه را طی می‌کند و به سقف سیمانی می‌رسد سپس از آسانسور دوم استفاده می‌شود. هیچ‌یک از سقف‌ها بسته نیستند و همه آن‌ها به فضای بالاتر راه می‌یابند.

### میدان

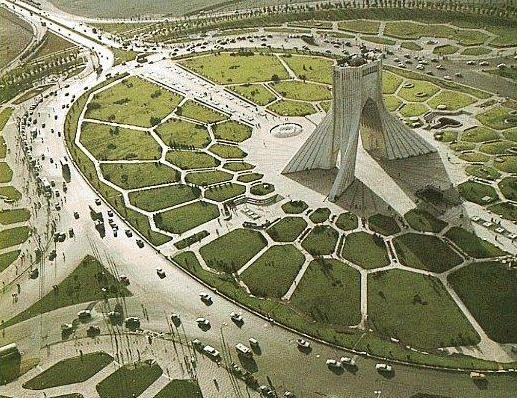
میدان شهیاد در سال ۱۳۵۰

به گفته حسین امانت: «نقوشی که در میدان هست و باغچه‌ها و گل‌کاری‌ها را شکل می‌دهد، از طرح داخلی گنبد مسجد شیخ لطف‌الله اصفهان الهام گرفته شده؛ منتها هندسه دایره گنبد تبدیل به بیضی شده است. روابط لگاریتمی جالبی در هندسه و ابعاد گنبد مسجد شیخ لطف‌الله هست که دانش عمیق ریاضی معماران ایران در دوره‌های گذشته را نشان می‌دهد.»
«طرح آب‌نما و فواره‌ها هم ملهم از باغ‌های ایرانی است. همین‌طور شیب میدان با دقت و به منظور خاصی طراحی شده، حد ارتفاع برج آزادی ۴۵ متر است؛ چون نزدیک فرودگاه مهرآباد قرار گرفته و نمی‌شود بلندتر از این ساخت؛ ولی من می‌خواستم وقتی به بنا نزدیک می‌شوید به طرف بالا بروید، در حالی که بالا بردن بنا ممکن نبود. ما برای این که مشکل ارتفاع را حل کنیم، یک سرازیری در میدان به‌وجود آوردیم؛ یعنی شما از طرف فرودگاه که وارد میدان می‌شوید به شکل سرازیر به برج نزدیک می‌شوید و می‌رسید به آن آب‌نمای دایره شکل و وقتی به بنا نزدیک می‌شوید، دوباره بالا می‌آیید. زمین زیر برج کاملاً صاف است. این صافی و آن شیب میدان وقتی به هم می‌رسند، خط‌های قوسی جالبی را ایجاد می‌کنند.»

## ساخت و نگهداری
حسین امانت در فروردین ۱۴۰۰ از بی‌توجهی شدید به این بنا گفت و اعلام داشت که «از این بنا برای تبلیغات و موارد مختلف استفاده می‌کنند ولی هیچ‌کس دنبال نگهداری‌اش نیست. اشکالات پر شماری نیز در عدم رسیدگی به بنا هست که نشان‌گر بی‌توجهی کسانی است که مسئول نگهداری این ساختمان‌اند». همچنین وی از سوراخ‌کاری‌های پس از انقلاب ۱۳۵۷ در برج، انتقاد کرد و آنان را باعث آسیب به ساختار بنا، دانست. او از افزودن آگراف و لوله‌های سیم‌کشی با مته‌کاری در برج، در دوران پس از انقلاب ۱۳۵۷ نیز آگاهی داد. همچنین در مورد مشکلات وابسته به آب‌یاری اطراف برج، وی اعلام داشت که قیرگونی زیرساختی سازه، در هنگام کارهای عمرانی پس از انقلاب در محیط، آسیب دیده است و باعث از بین رفتن ایمنی در برابر آب شده است. به شکل کلی، امانت از بسیاری از پروژه‌های پس از انقلاب ۱۳۵۷ در برج آزادی، انتقاد کرده است.

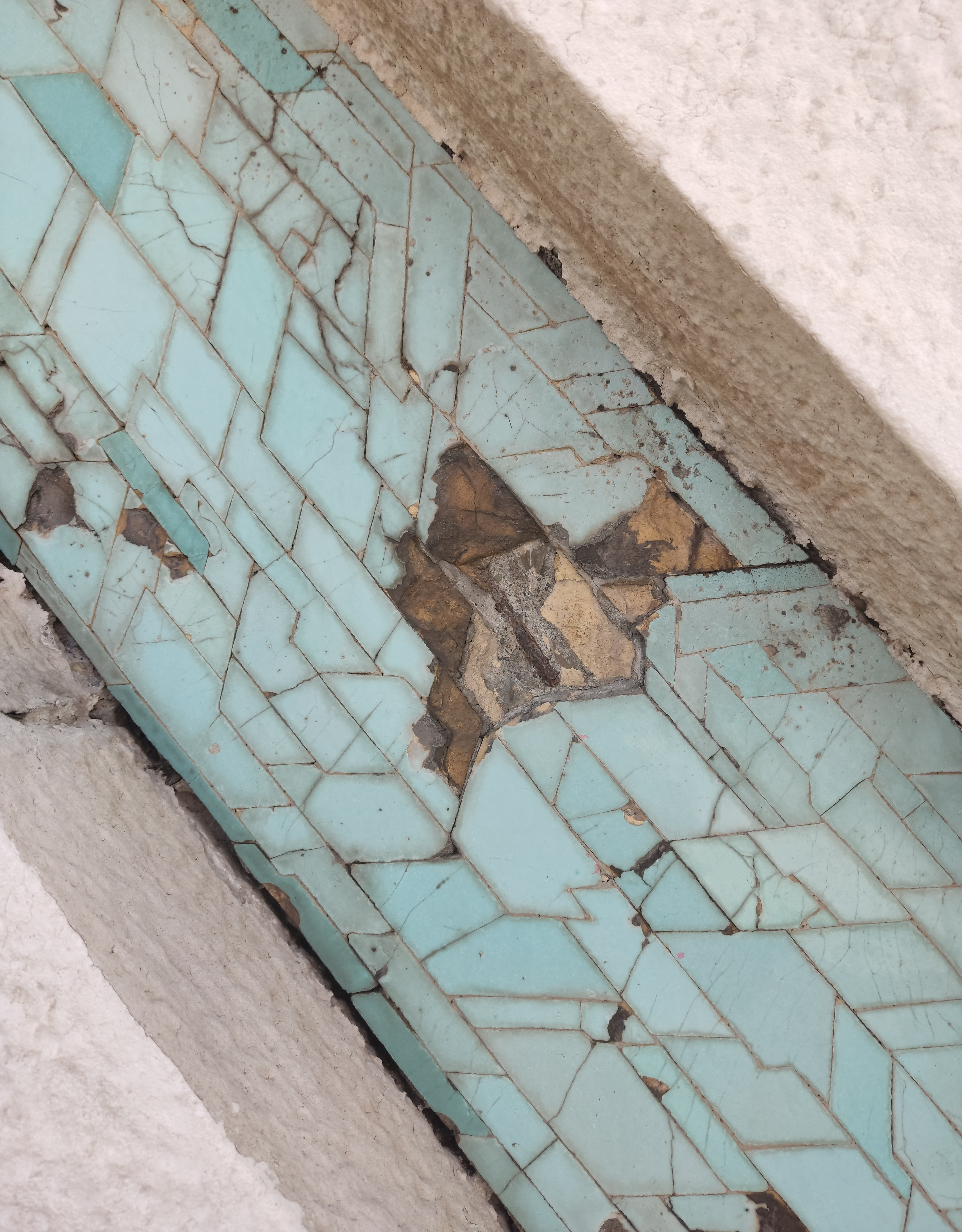
از بین رفتن کاشی‌های بیرونی ساختمان

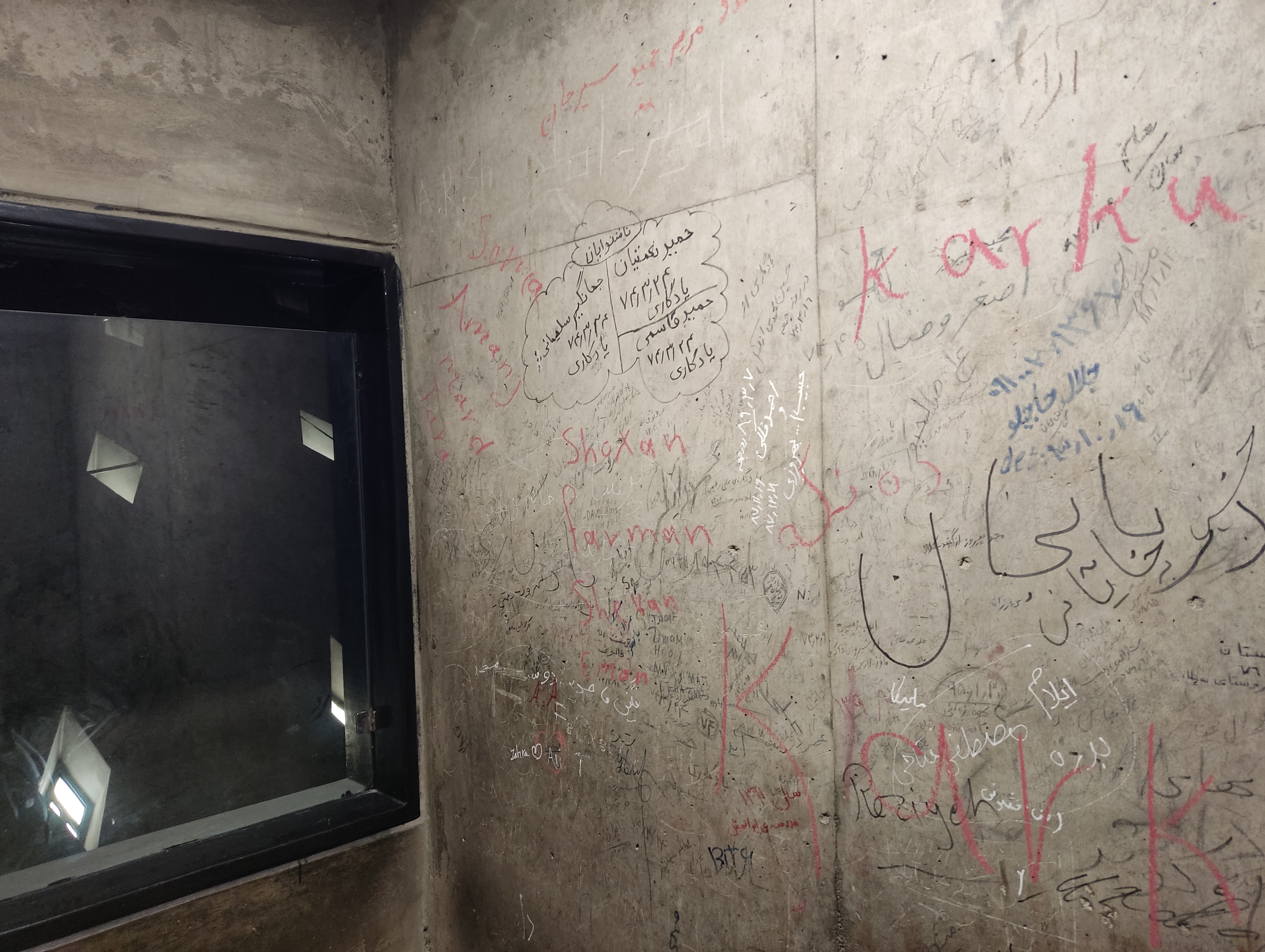
تخریب دیواره‌های داخلی برج توسط شهروندان

برخی از انتقادهای امانت، توسط رسانه‌های دیگر، تأیید شده‌اند. همانند مشکل ایمنی برابر آب؛ به گزارش رادیو فردا در سال ۱۴۰۰، در این دوره، انتقادهای بسیاری از روش نگهداری این سازه، وجود داشته است. همانند روش آبیاری چمن پیرامون سازه و میدان که با رسیدگی نشدن به نفوذ آب به درون سازه، بخش‌هایی از آن را دچار نم‌زدگی، شوره و ریزش کرد.

## امکانات
در بخش زیرین برج، چندین تالار نمایش، نگارخانه، کتابخانه و موزه قرار دارد از جمله موزه ای با امکانات بسیار پیشرفته و بخش‌های متنوع سمعی و بصری در عمق ۱۵ متری ضلع شمال برج آزادی با عنوان موزه ششم بهمن (روز همه‌پرسی انقلاب سفید) در سال ۱۳۵۳ افتتاح شد و دولت می‌خواست با ساخت این موزه، به زعم خود، دستاوردهای ناشی از انقلاب سفید را معرفی کند.

## در فرهنگ

### نماد تهران و ایران مدرن
«برج شهیاد»، در سال ۱۳۴۹ به عنوان نماد «ایران مدرن» ساخته شد.  بعد از انقلاب اسلامی نام آن به برج آزادی تغییر یافت و در طول دهه‌های پس از انقلاب ۱۳۵۷، از سوی حکومت جدید ایران تلاش‌هایی شد که این بنا، از ذهن همگان به عنوان نماد تهران از دوران پهلوی، پاک شود و بناهای دیگری همانند برج میلاد، جای آن را بگیرند. با این حال، در واپسین سال‌های دههٔ ۱۳۹۰، بر پایهٔ نظرسنجی مرکز افکارسنجی دانشجویان ایران، بیشتر مردم تهران، این برج را نماد تهران، دانسته‌اند. بنا بر گزارشی در سال ۲۰۲۱ م، این برج، هنوز از مهم‌ترین نمادهای بازشناسی کشور ایران و کلان‌شهر تهران در سطح بین‌المللی به‌شمار رفته است.

## اطلاعات آماری فنی و تخصصی پروژه
| نام                        | برج آزادی                                                                                           |
| نام قبلی                   | برج شهیاد                                                                                           |
| آدرس                       | تهران، میدان آزادی                                                                                  |
| معمار                      | حسین امانت                                                                                          |
| معماران همکار              | روح‌الله نیک خصال، منوچهر ایرانپور                                                                   |
| سرپرست ارشد کارگاه         | ایرج حقیقی                                                                                          |
| محاسبات فنی                | شرکت بریتانیایی آروپ (Ove Arup)                                                                     |
| پیمانکار                   | شرکت "مپ" با مدیریت محمد پورفتحی                                                                    |
| تاریخ فراخوان عمومی مسابقه | شهریور ۱۳۴۵                                                                                         |
| تاریخ دفن لوح یادبود       | ۱۱ آبان ۱۳۴۶ (در محدوده پایه شمال غربی برج)                                                         |
| تاریخ شروع ساخت برج        | اردیبهشت ۱۳۴۸                                                                                       |
| تاریخ اتمام ساخت برج       | مهر ۱۳۵۰                                                                                            |
| تاریخ افتتاح برج           | شنبه، ۲۴ مهر ۱۳۵۰                                                                                   |
| مدت زمان اجرا              | ۲۸ ماه                                                                                              |
| شروع ساخت موزه ششم بهمن    | ۱۳۵۳                                                                                                |
| خاتمه ساخت موزه ششم بهمن   | ۱۳۵۵                                                                                                |
| مساحت زمین                 | ۶۸۰۰۰ مترمربع                                                                                       |
| ابعاد و شکل زمین           | بیضی (قطر بزرگ به طول ۳۸۰ متر در راستای محور شرق-غرب و قطر کوچک به طول ۲۱۰ متر در امتداد شمال-جنوب) |
| طول                        | ۶۳ متر                                                                                              |
| ارتفاع                     | ۴۵ متر                                                                                              |
| نوع                        | موزه، بنای یادبود                                                                                   |
| مصالح نما                  | سنگ مرمر                                                                                            |
| آثار ملی ایران             | تاریخ ۲۶ اسفند ۱۳۵۳ به شماره ۱۰۰۸ ثبت ملی شده است.                                                  |